# 聖尤金主教座堂

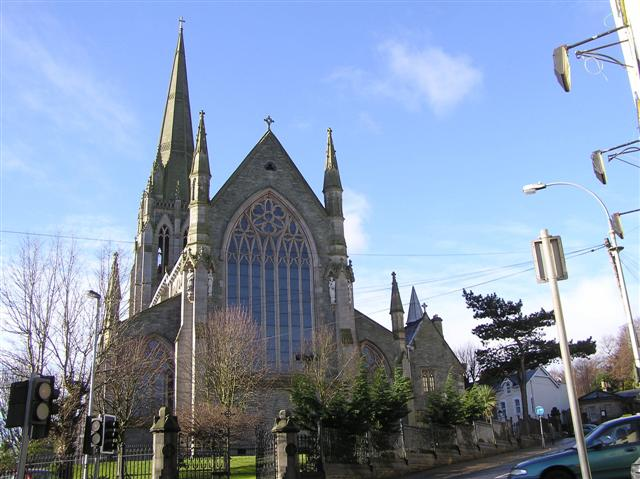

聖尤金主教座堂（英語：St Eugene's Cathedral）是位於英國北愛爾蘭倫敦德里的一座羅馬天主教的教堂，這座教堂是天主教德里教區的主教座堂。

## 外部連結
- Archiseek photographs of St Eugene's Cathedral （页面存档备份，存于）